# Dublin Area Rapid Transit
El Dublin Area Rapid Transit (abreviado como DART) es un tren de cercanías que sirve a la ciudad de Dublín y a su área metropolitana en la costa, con funciones similares a las de un metro. Es el único tren electrificado del país y posee una única línea que va desde Howth/Malahide, en el norte de Dublín, hasta Greystones, en el sur, pasando por el centro de la ciudad. En el norte de la capital dublinesa el recorrido se bifurca hacia Malahide o Howth. El sistema tiene 31 estaciones y una longitud de 53 km. Aproximadamente 20 millones de pasajeros utilizan el servicio cada año.
El DART se estableció en 1984 por Córas Iompair Éireann para substituir la flota antigua de trenes diésel. Desde 1987 es operado por Iarnród Éireann, la operadora nacional de ferrocarriles.

## Ruta
El DART abarca toda la bahía de Dublín. Su recorrido discurre por la costa, a excepción de la zona del centro de Dublín, donde transcurre en elevación sobre las calles. Por las mismas vías del DART pasan otros muchos trenes, ya que en las estaciones terminales de este tren no se acaba la vía. Hay trenes de cercanías denominados Commuter continúan más allá de Malahide y Greystones.
|  |

| Enterprise a Belfast |
| & Commuter Norte     |

|  |

|  |

|  |

|  |  |  |

|  |  |  |

|  |  |  |

|  |  |  |

|  |  |  |

|  |  |  |

|  |

|  |

|  |

|  |

|  |

|  |  |  |

|  |  |  |

|  |  |  |

|  |

|  |  |  |

| Commuter Oeste  |
| & Línea a Sligo |

|  |  |  |

|  |

|  |  |  |

|  |  |  |

| Luas Línea Roja  |
| a Dublín Heuston |

|  |  |  |

| Luas Línea Roja |
| a The Point     |

|  |

| Puente Loopline  |
| sobre Río Liffey |

|  |

|  |

|  |

|  |

|  |

|  |

|  |

|  |

|  |

|  |

|  |

|  |

|  |

|  |

|  |

|  |

|  |

|  |

|  |

|  |

| Línea Dublín-Rosslare |
| a Rosslare Europort   |

|  |

| Enterprise a Belfast |
| & Commuter Norte     |

|  |

|  |

|  |

|  |  |  |

|  |  |  |

|  |  |  |

|  |  |  |

|  |  |  |

|  |  |  |

|  |

|  |

|  |

|  |

|  |

|  |  |  |

|  |  |  |

|  |  |  |

|  |

|  |  |  |

| Commuter Oeste  |
| & Línea a Sligo |

|  |  |  |

|  |

|  |  |  |

|  |  |  |

| Luas Línea Roja  |
| a Dublín Heuston |

|  |  |  |

| Luas Línea Roja |
| a The Point     |

|  |

| Puente Loopline  |
| sobre Río Liffey |

|  |

|  |

|  |

|  |

|  |

|  |

|  |

|  |

|  |

|  |

|  |

|  |

|  |

|  |

|  |

|  |

|  |

|  |

|  |

|  |

| Línea Dublín-Rosslare |
| a Rosslare Europort   |

## Ampliaciones futuras

### DART+

Mapa del área de Dublín con las líneas existentes de DART y Luas (2023) y las líneas propuestas de DART+ y MetroLink

En febrero de 2018, el gobierno irlandés y la National Transport Authority anunciaron un plan de 10 años para electrificar las líneas a Drogheda, Maynooth, Hazelhatch, M3 Parkway y Docklands. El proyecto propuesto, anteriormente nombrado "DART Expansion", se renombró "DART+" en 2020.
El proyecto ha sido dividido en cinco subproyectos:
- DART+ Costa Norte: Drogheda a Estación de Connolly.[2]
- DART+ Costa Sur: Greystones a Estaición de Connolly.[3]
- DART+ Oeste: Desde Maynooth y M3 Parkway (uniéndose en Clonsilla) a Estación de Connolly y Estación de Spencer Dock (estación nueva).[4]
- DART+ Suroeste: Hazelhatch & Cellbridge a Estación de Heuston y una nueva estación en Glasnevin.[5]
- DART+ Flota: La compra de nuevos trenes para estas rutas.[6]